# Gloholm (sydöst om Orslandet, Ingå)
Gloholm är en ö i Finland. Den ligger i Finska viken och i kommunen Ingå i landskapet Nyland, i den södra delen av landet. Ön ligger omkring 61 kilometer väster om Helsingfors.
Öns area är 21,2 hektar och dess största längd är 0,8 kilometer i öst-västlig riktning.